# Nijaz Abadžić
Nijaz Abadžić (Brčko, 1935. – Sarajevo, 4. siječnja 2006.), bosanskohercegovački novinar, publicist i urednik Federalne televizije BiH.
Profesionalno se bavio novinarstvom od 1960. godine i postao poznat po praćenju ekologije i po znanstveno-popularnoj publicistici. U svojoj 30-godišnjoj karijeri proizveo je preko 350 televizijskih emisija i dokumentarnih filmova, preko 2100 članaka i četiri knjige. Pokretač je i autor prve agrarne televizijske serije u BiH "Zelena panorama" (1973.) i autor prve stalne ekološke tv serije u nekadašnjoj JRT mreži "Živjeti s prirodom" (1981.).
U okupiranom Sarajevu 1994. osniva ekološku fondaciju "Fondeko", u travnju 1996. pokreće i uređuje prvu stalnu ekološku radijsku emisiju u BiH, a u srpnju 1997. pokreće popularno-znanstvenu reviju o prirodi, čovjeku i ekologiji "Fondeko svijet", čiji je glavni i odgovorni urednik. 
Dobitnik je 13 domaćih i devet međunarodnih nagrada i priznanja, među kojima je i Povelja časti Ujedinjenih naroda "Global 500" 1989. godine, najveće svjetsko priznanje za zasluge u zaštiti životne sredine. Njegova serija o pčeli i apiterapiji "Krilati farmaceuti" (1976.) prevedena je na sedam jezika i za nju je dobio zlatnu medalju Međunarodne organizacije "Apimondia".
Njegove knjige postaju sveprisutne i počinju se koristiti kao stručna literatura.

## Djela

### Dokumentarne serije
- Živjeti s prirodom
- U susret budućnosti
- Malo dobrog - malo lijepog
- Prijatelji zdravlja
- Priče s planine
- Njeno veličanstvo: Voda
- Istina o nikotinu
- Zelena panorama

### Knjige
- Tajne pčelinjeg meda
- Pčele i zdravlje
- Medena apoteka
- Doba ekologije

## Nagrade
- Povelja časti Ujedinjenih naroda "Global 500" (1989.)
- Zlatna medalja Međunarodne organizacije "Apimondia"

## Vanjske poveznice
- www.global500.org  Arhivirana inačica izvorne stranice od 27. rujna 2007. (Wayback Machine)